# Icterus icterus
El turpial venezolano, también llamado turpial guajiro o simplemente turpial (Icterus icterus), es una especie de ave paseriforme de la familia de los ictéridos endémica del norte de América del Sur. Es un pájaro pequeño, que mide entre 15 y 22 cm, tiene la cabeza y las alas de color negro y el resto del cuerpo amarillo. 
Es el ave nacional de Venezuela, resultando así elegida en un concurso auspiciado por la Sociedad Venezolana de Ciencias Naturales y oficialmente declarada el 23 de mayo de 1958 por la junta de gobierno presidida por Wolfgang Larrazábal.

## Descripción
Esta ave tiene un plumaje de color negro en la cabeza y la parte superior del pecho, mientras que el resto del cuerpo es de un color amarillo oscuro virando hacia el naranja. Las alas son completamente de color negro con excepción de una franja blanca que se extiende a lo largo de cada ala cuando éstas se hallan cerradas. Los ojos son de color amarillo con un contorno de piel color azul claro. Su pico es de forma cónica, agudizado y comprimido.

## Subespecies
Se conocen dos subespecies de esta ave (I. i. metae e I. i. ridgwayi) mientras que todavía existe controversia científica acerca de otras dos posibles subespecies (I. i. croconotus e I. i. jamacaii). Los ejemplares de I. i. metae poseen una mayor proporción de plumaje amarillo en la parte posterior y la franja blanca en las alas se halla dividida en dos secciones. Los ejemplares de I. i. ridgwayi son por lo general más fuertes y por ello, constituyen la mayoría de la población de esta ave en proporción a las otras subespecies. 

## Hábitat
El turpial venezolano se localiza en el norte de Sudamérica, distribuido por la mayor parte de Venezuela siendo común en todo el territorio,también se encuentra en Colombia (Llanos Orientales) y Panamá y con menor frecuencia en el resto del norte de Sudamérica. También se hallan en Puerto Rico y en República Dominicana. El turpial venezolano frecuenta las áreas cálidas y poco lluviosas como la sabana y la selva de galería, donde encuentran abundante alimento indispensable para su dieta, caracterizada por insectos, fruta, huevos de otras aves y eventualmente otras aves más pequeñas. Puede vivir solo o en pareja; también, se le ha visto en Tegucigalpa, Honduras.

## Cría
El periodo de apareamiento tiene lugar entre los meses de marzo y septiembre. El turpial venezolano no construye nidos para incubar sus huevos. En cambio, invade nidos que hayan sido abandonados, aunque también es común que tome posesión del nido a la fuerza, expulsando agresivamente a sus ocupantes. Una vez que halla un sitio para vivir y alimentar a sus crías, el turpial defiende fieramente su territorio, de manera que puede llegar a devorar los huevos o incluso las crías de otras aves que osen tratar de ocupar su vivienda.
En cada puesta, el turpial deposita de 3 a 4 huevos, los cuales eclosionan al cabo de dos semanas de incubación.